# Чемпионат СССР по тяжёлой атлетике 1923
4-е лично-командное первенство СССР проходило с 14 по 17 марта 1923 года в актовом зале Института восточных языков в Армянском переулке, в Москве (РСФСР). В нём участвовало 53 атлета от 15 городов в 5 весовых категориях. Программа состояла из пятиборья (жим, рывок одной рукой, рывок двумя руками, толчок одной рукой и толчок двумя руками).
В самой тяжёлой категории чемпионом стал лётчик, будущий Герой Советского Союза Михаил Громов.

## Медалисты
| Категория     | Золото                                            | Золото   | Серебро                                             | Серебро  | Бронза                                    | Бронза   |
| До 60 кг      | Александр Бухаров Лыжный клуб Москва              | 382,5 кг | Шепелянский Яков Клуб Ленина Киев                   | 356,8 кг | Буйницкий Михаил «Петроват» Петроград     | 354,8 кг |
| До 67,5 кг    | Жуков Иван «Спарта» Киев                          | 394,5 кг | Кондратьев Фёдор Клуб Ленина Киев                   | 363,0 кг | Билжо Павел Атлетическое общество Пермь   | 359,9 кг |
| До 75 кг      | Эхт Давид Красная Армия Киев                      | 430,4 кг | Ильин Андрей Атлетическое общество Петроград        | 375,3 кг | Барков Борис «Гладиатор» Москва           | 363,5 кг |
| До 82,5 кг    | Спарре Ян Московское атлетическое общество Москва | 504,0 кг | Преображенский Василий Тверь                        | 404,4 кг | Глазенап Виктор «Спартак» Нижний Новгород | 360,1 кг |
| Свыше 82,5 кг | Громов Михаил Красная Армия Москва                | 431,6 кг | Мач Арнольд Московское атлетическое общество Москва | 418,8 кг | Ковыршин Сергей Орёл                      | 379,1 кг |